# Henry Laurens
Pour les articles homonymes, voir Henri Laurens et Laurens.
Henry Laurens, né le 11 juillet 1954 à Neuilly-sur-Seine, est un historien et universitaire français, spécialiste du monde arabe et professeur au Collège de France, où il occupe la chaire d'histoire contemporaine du monde arabe depuis 2003.

## Biographie

### Études
Après avoir été élève à Paris du  lycée Carnot et en classes préparatoires littéraires au lycée Louis-le-Grand de 1973 à 1976, Henry Laurens poursuit des études d'histoire à l'université Paris-Sorbonne où il obtient successivement une licence (1976), une maîtrise (1977), un DEA (1979) et l'agrégation (1980).
Il effectue son service national à l'université du Koweït en 1977-1978. En 1981, il est diplômé de l'INALCO (arabe littéraire) et soutient une thèse de 3e cycle intitulée Les origines intellectuelles de l'expédition d'Égypte. L'orientalisme islamisant en France (1698-1798), rédigée sous la direction de Dominique Chevallier.
Boursier à l'Institut français d'études arabes de Damas en 1981-1982, puis lecteur de français à l'université du Caire en 1982-1983, il obtient un doctorat d'État en histoire en 1989 avec la thèse La Révolution française et l'Islam : histoire et significations de l'expédition d'Égypte, 1798-1801, sous la direction de Dominique Chevallier.

### Carrière
De 1983 à 1990, il est assistant d'histoire contemporaine à l'université Paris-Sorbonne et est nommé maître de conférences à l'université Paris-IV en 1990.
Professeur des universités à l'INALCO de 1991 à 2001, Henry Laurens y est aussi le directeur de la formation doctorale « Études méditerranéennes » de 1992 à 1995 et le directeur du département « Afrique du Nord Moyen-Orient » de 1992 à 1994. Depuis le 1er septembre 2003, il est titulaire de la chaire « Histoire contemporaine du monde arabe » au Collège de France,.
Il fut membre du jury des concours d'accès au corps des secrétaires adjoint et des secrétaires des affaires étrangères - cadre d'Orient - du ministère des Affaires étrangères (1993-1994, 1996-2000), membre du haut conseil de l’Institut du monde arabe (2004-2008) et président du conseil scientifique du pôle Espar (Égypte, Soudan, Péninsule arabique) du ministère des Affaires étrangères (2004-2008).
Membre du Centre national de la recherche scientifique (CNRS) depuis 1991, de la commission scientifique des Archives diplomatiques depuis 2011 et du conseil d’administration de la Fondation nationale des sciences politiques depuis 2016, il est par ailleurs élu membre de l'Académie des sciences d'outre-mer en octobre 2021.
Membre de jurys de soutenance de masters, thèses et diplômes d’habilitation, il est également membre du comité de rédaction (conseil scientifique) de plusieurs revues académiques, dont la revue Maghreb-Machrek.

## Point de vue sur le conflit israélo-palestinien
Interrogé en 2015 sur sa vision du conflit israélo-palestinien à la suite de la parution du tome 5 de son étude La Question de Palestine : la paix impossible (1982-2001), Henry Laurens répond : 

« La diplomatie est l'art du possible et nous avons une opposition entre le rationnel et le raisonnable, les acteurs politiques suivront leur rationalité et pas ce qui est raisonnable. Je suis aujourd'hui d'un pessimisme total non seulement sur le conflit israélo-palestinien mais pour l'ensemble de la région. »

## Publications
- Aux sources de l'orientalisme : la Bibliothèque orientale de Barthélemi d'Herbelot, Paris, éd. Maisonneuve et Larose, coll. « Publications du Département d'Islamologie de L'Université de Paris-Sorbonne », 1978[12].
- Les Origines intellectuelles de l'expédition d'Égypte : l'orientalisme islamisant en France (1698-1798), Istanbul-Paris, éd. Isis, 1987[13].
- Kléber en Égypte : Kléber et Bonaparte, Le Caire, éd. Institut français d'archéologie orientale, 1988.
- L'expédition d'Égypte (1798-1801) (en collaboration avec Charles Gillispie, Jean-Claude Golvin et Claude Traunecker), Paris, éd. Armand Colin, 1989[14] (réédition par Le Seuil en 1997)[15].
- Le Royaume impossible : la France et la genèse du monde arabe, Paris, éd. Armand Colin, 1990[16].
- Le Grand Jeu : Orient arabe et rivalités internationales, Paris, éd. Armand Colin, 1991.
- Lawrence en Arabie, Paris, éd. Gallimard, coll. « Découvertes / Histoire » (no 155), 1992[17].
- L'Orient arabe : arabisme et islamisme de 1798 à 1945, Paris, éd. Armand Colin, 1993[18] (réédition en 2000).
- Kléber en Égypte : Kléber commandant en chef, Le Caire, éd. Institut français d'archéologie orientale, 1995.
- Campagnes d'Égypte et de Syrie de Napoléon Bonaparte [édition critique], Paris, éd. Imprimerie nationale, 1998.
- Le Retour des exilés, la lutte pour la Palestine de 1869 à 1997, Paris, éd. Robert Laffont, 1998[19].
- Paix et Guerre au Moyen-Orient, l'Orient arabe et le monde de 1945 à nos jours, Paris, éd. Armand Colin, 1999[20].
- La Question de Palestine, Paris, éd. Fayard, 1999-2015, 5 volumes[21] :
  1. L'invention de la Terre sainte (1799-1922), t. I, 1999, 722 p. (ISBN 9782213603490) ;
  2. Une mission sacrée de civilisation (1922-1947), t. II, 2002, 704 p. (ISBN 978-2-213-61251-5) ;
  3. L'accomplissement des prophéties (1947-1967), t. III, Paris, Fayard, 2007, 838 p. (ISBN 9782213633589) ;
  4. Le rameau d'olivier et le fusil du combattant (1967-1982), t. IV, Paris, Fayard, 2011, 896 p. (ISBN 9782213662718) ;
  5. La paix impossible (1982-2001), t. V, Paris, Fayard, 2015, 888 p. (ISBN 9782213686196).
- L'Orient arabe à l'heure américaine. De la guerre du Golfe à la guerre d'Irak , Paris, éd. Armand Colin, 2004[22].
- Orientales I : autour de l'expédition d'Égypte, Paris, éd. CNRS, 2004.
- Orientales II : la IIIe République et l'Islam, Paris, éd. CNRS, 2004.
- Orientales III : parcours et situations, Paris, éd. CNRS, 2004.
- Histoire du monde arabe contemporain, Paris, éd. Fayard / Collège de France, 2004.
- Les relations entre les États-Unis et le monde arabe, Tunis, éd. Académie tunisienne des sciences, des lettres et des arts, 2004.
- L'Empire et ses ennemis, Paris, éd. Le Seuil, 2009[23].
- Le rêve méditerranéen : grandeurs et avatars, Paris, éd. CNRS, 2009.
- Orients (conversations avec Rita Bassil El Ramy), Paris, éd. CNRS, 2009[24].
- L'Europe et l’Islam : quinze siècles d’histoire (en collaboration avec Gilles Veinstein et John Tolan), Paris, éd. Odile Jacob, 2009 (traduit en anglais sous le titre Europe and the Islamic world: A history, Princeton, Princeton University Press, 2013).
- Terrorismes : histoire et droit [sous la dir. de], Paris, éd. CNRS, 2010.
- La Question d'Orient. Discours et articles politiques (1834-1861) : Alphonse de Lamartine (en collaboration avec Sophie Basch), Bruxelles, éd. André Versaille, 2011.
- Français et arabes depuis deux siècles : la chose franco-arabe, Paris, éd. Tallandier, 2012[25].
- Histoires orientales, Paris, éd. L'Orient des livres / Actes Sud, 2013[26].
- Ernest Renan. La science, la religion, la République [sous la dir. de], Paris, éd. Odile Jacob, 2013.
- Orientales IV : L’Orient dans tous ses états, Paris, éd. CNRS, 2017[27].
- Méditerranées politiques (en collaboration avec Matthieu Rey), Paris, éd. PUF, 2017[28].
- Les crises d'Orient. Tome 1 : 1768-1914, Paris, éd. Fayard, 2017[29],[30].
- Les crises d'Orient. Tome 2 : La naissance du Moyen-Orient (1914-1949), Paris, éd. Fayard, 2019[31]  (ISBN 978-2-213-70595-8)
- Le passé imposé, Paris, éd. Fayard, 2022[32].
- Les civilisations [sous la dir. de], Paris, éd. Gallimard, 2022.
- Question juive, problème arabe (1798-2001), Paris, éd. Fayard, 2024[33].

## Distinctions

### Décorations
- Chevalier de la Légion d'honneur (13 juillet 2011)[34]
- Officier de l'ordre national du Mérite (7 juin 2024)[35]

### Récompenses académiques
- 2004 : Prix Joseph-du-Teil de l’Académie des sciences morales et politiques pour Orientales I – Autour de l’expédition d’Egypte[36].
- 2013 : Prix Palestine - Mahmoud Hamchar pour La Question de Palestine et Histoires orientales[37].
- 2016 : Prix Gobert de l’Académie française pour La Question de Palestine[38].
- 2017 : Prix Auguste-Pavie de l'Académie des sciences d'outre-mer pour son ouvrage L'Orient dans tous ses états[39].
- 2019 : Prix Phénix de littérature (Liban) pour son ouvrage Orientales[40],[41].
- 2021 : Prix Mahmoud Darwich (Palestine)[42].